# شجرات الزيتون شقيقات نوح

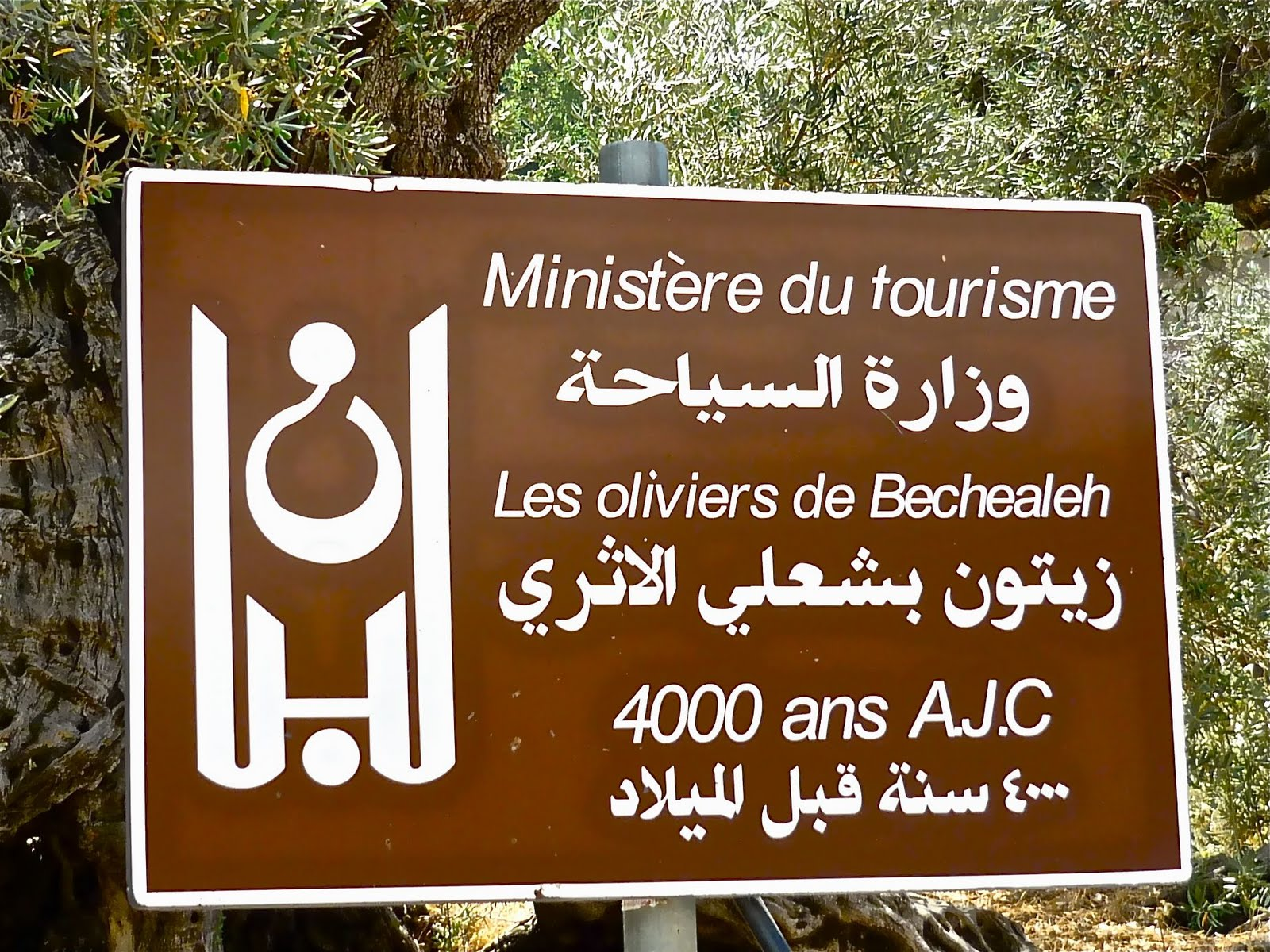
لوحة تذكارية في قرية بشعلي بمناسبة تأريخ أشجار الزيتون في القرية عام 1999

الأخوات أو "شجرات الزيتون أخوات نوح"، هو بستان مكون من 16 شجرة زيتون، يقع في بلدة بشعلي في لبنان. يعتقد بأن عمر هذه الأشجار لا يقل عن 5000 عام، وقد يكون عمر بعضها 6000 عام. إن كان هذا المعتقد صحيحاً، فإن ذلك يجعل منها أقدم أشجار نسلية حية في العالم، حيث أن أقدم عمر محدد لكائن حي هو 5062 عام (حسب 2012)، وهو عمر صنوبر معمر في كاليفورنيا. لم يتم تحديد عمر تلك الأشجار بناء على علم تحديد أعمار الأشجار، وربما يكون ذلك بسبب تدهور الهيكل الداخلي للحلقات الأشجار مع مرور الوقت.
تنسب الأسطورة الشعبية أن أصل الشجرات الأخوات يعود إلى سفينة نوح كما وردت القصة في سفر التكوين (قصة الفيضان). لا زالت تلك الأشجار منتجة، وقد تم بذل الجهود للحفاظ عليها من قبل منظمة زيت زيتون الأخوات غير الربحية، والتي تسوّق إنتاج هذه الأشجار.